# Acabaria flabellum
Acabaria flabellum är en korallart som först beskrevs av Thomson och Mackinnon 1910.  Acabaria flabellum ingår i släktet Acabaria och familjen Melithaeidae. Inga underarter finns listade i Catalogue of Life.